# Farcet
Farcet är en ort och civil parish i Storbritannien.   Den ligger i distriktet Huntingdonshire i grevskapet Cambridgeshire i riksdelen England, i den sydöstra delen av landet, 110 km norr om huvudstaden London. Farcet ligger 18 meter över havet och antalet invånare är 1 800.
Terrängen runt Farcet är platt, och sluttar österut. Runt Farcet är det ganska tätbefolkat, med 179 invånare per kvadratkilometer. Närmaste större samhälle är Peterborough, 4,3 km norr om Farcet. Trakten runt Farcet består till största delen av jordbruksmark.